# Národní řád Nigeru
Národní řád nebo Národní řád Nigeru (francouzsky: Ordre national) je nejvyšší státní vyznamenání Nigerské republiky. Založen byl v roce 1961 a udílen je za vynikající služby státu občanům Nigeru i cizím státním příslušníkům. Velmistrem řádu je prezident Nigeru.

## Historie
Řád byl založen dne 24. července 1961 zákonem č. 61.130/PRN. Navazoval na předchozí vyznamenání, které bylo založeno 14. prosince 1959 a upraveno dekretem 5. července 1960. Vzhled řádových insignií vychází z Řádu čestné legie a podle jeho vzoru má řád pět tříd. Za správu tohoto vyznamenání, podobně jako dalších nigerských řádů, zodpovídá Velký kancléř Národního řádu.

## Pravidla udílení
Řád může být udělen pouze osobám starším 35 let, bezchybného charakteru, které vykonávaly službu ve veřejném sektoru minimálně 15 let nebo v soukromém sektoru po dobu minimálně 20 let. Ve výjimečných případech může být udělen za akt hrdinství nebo jiné významné činy či vážné zranění utrpěné ve službě zemi. Udělen může být občanům Nigeru i cizím státním příslušníkům. Řád je možné udělit i posmrtně. Ocenění vyznamenaným předává prezident Nigeru obvykle 3. srpna v Den nezávislosti nebo 18. prosince na Den republiky. Prezident je také velmistrem řádu.
Členové řádu jsou zváni na oficiální ceremonie a jsou osvobozeni od nákladů na hospitalizaci ve státních zdravotnických zařízeních.
Zvláštní verzi řádu obdržel francouzský generál Charles de Gaulle. Tento řád je vystaven v Musée de l'Ordre de la Libération.

## Insignie
Řádový odznak má tvar zeleně smaltované pěticípé hvězdy se zlatými africkými meči mezi cípy. Cípy jsou dvouhroté a zakončené zlatými kuličkami. Uprostřed každého cípu je zlatý trojúhelník. Odznak je zavěšen na zeleně smaltované vavřínové koruně. Uprostřed je kulatý medailon s vyobrazením taurijského kříže z Agadezu. Medailon je obklopený zeleně smaltovaným kruhem s nápisem REPUBLIQUE DU NIGER (Nigerská republika). Na zadní straně je vyobrazena hlava býka, kterou obklopuje nápis FRATERNITE • TRAVAIL • PROGRES (bratrství, práce, pokrok). Ve třídě rytíře jsou prvky stříbrné, u vyšších tříd pozlacené.
Řádová hvězda má stejný tvar jako řádový odznak, jenž je položený na osmicípé hvězdě. Průměr hvězdy je 88 mm. Ve třídě velkodůstojníka je hvězda stříbrná, ve třídě velkokříže je zlatá.
Stuha je z hedvábného moaré pískové barvy se zeleným pruhem uprostřed.
Řádové insignie jsou vyráběny pařížskou firmou Arthus-Bertrand.

## Třída
Řád je udílen v pěti třídách. Pro každou třídu jsou určeny roční kvóty. Ve třídách rytíře, důstojníka a komtura existují i miniatury řádu, které se nosí během oficiálních večerních akcí.
- rytíř velkokříže (Grand-croix) – Řádový odznak se nosí na široké stuze spadající z ramene na protilehlý bok. Zlatá řádová hvězda se nosí nalevo na hrudi. Roční kvóta udává, že rytířů velkokříže může být nejvýše 20 % počtu velkodůstojníků.
- velkodůstojník (Grand officier) – Řádový odznak se nosí na hrudi na stuze s rozetou. Stříbrná řádová hvězda se nosí napravo na hrudi. Roční kvóta udává, že velkodůstojníků může být nejvýše 20 % počtu komturů.
- komtur (Commandeur) – Řádový odznak se nosí na stuze kolem krku. Řádová hvězda této třídě již nenáleží. Roční kvóta udává, že komturů může být nejvýše 40 % počtu důstojníků.
- důstojník (Officier) – Řádový odznak se nosí na stuze s rozetou nalevo na hrudi. Roční kvóta udává, že důstojníků může být nejvýše 40 % počtu rytířů.
- rytíř (Chevalier) – Řádový odznak se nosí na stuze bez rozety nalevo na hrudi.

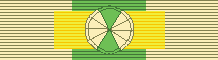
velkokříž
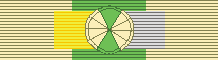
velkodůstojník
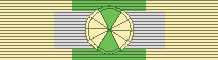
komtur
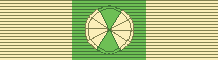
důstojník
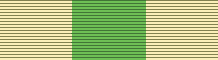
rytíř